# Svartstrupig briljant
Svartstrupig briljant (Heliodoxa schreibersii) är en fågel i familjen kolibrier.

## Utseende och läte
Svartstrupig briljant är en stor kolibri med kraftig näbb. Hanen har svart buk och svart strupe inramat av violett. Honan är guldgrön under, med en violettfärgad fläck på stripen och ett tydligt beigefärgat ögonbrynsstreck. Sången är udda, en fallande och skallrande drill som kan hålla på i över fem sekunder.

## Utbredning och systematik
Svartstrupig briljant delas in i två underarter:
- Heliodoxa schreibersii schreibersii – förekommer från sydöstra Colombia till Ecuador, nordöstra Peru och nordvästra Amazonas i Brasilien
- Heliodoxa schreibersii whitelyana – förekommer i tropiska östra Peru

Birdlife International och internationella naturvårdsunionen IUCN urskiljer whitelyana som en egen art.

## Levnadssätt
Svartstrupig briljant hittas i fuktiga skogar i låglänta områden och förberg. Ibland besöker den fågelmatningar.

## Status
IUCN bedömer hotstatus för underarterna, eller arterna, var för sig, båda som livskraftiga (LC).